# زبدیکنه
زبدیکنه ( ارمنی: Ծաւդէք or Զաւդէք  ; یونانی: Ζαβδικηνή  ; لاتین: Zabdiccena  ; سریانی کلاسیک: Zawdai   ) یک حکومت کردوئنه  در جنوب شرقی آناتولی، در ترکیه امروزی بود. این ایالت در غرب آکه ، جنوب غربی آنجواچی و شمال آدیابنه قرار داشت.
بزابده و فینیکا (به یونانی Pinaka، Finik، Φοινίκη) در زبدیکنه قرار داشتند.  در سال ۳۶۳ زبدیکنه و شهرها و قلعه‌های آن به شاهنشاهی ساسانی واگذار شد.  شاهزاده‌نشین تا اواسط قرن پنجم افول کرد. قدیس بابایی بزرگ در سال ۵۵۱ در روستای بث آیناتا در این منطقه به دنیا آمد.